# Adam Sky
Adam Gary Neat (né en 1976 – mort le 4 mai 2019), connu professionnellement sous le nom de Modium et plus tard Adam Sky, est un DJ australien de musique électronique.

## Premières années
Neat est né à Melbourne et est le fils de Gary Neat, un homme d'affaires et politicien qui avait auparavant été journaliste à l'Australian Broadcasting Corporation,,.

## Carrière
Neat a travaillé dans les technologies de l'information, notamment en tant qu'entrepreneur, avant de se concentrer sur sa carrière de DJ. Basé à Singapour, Adam Sky était le troisième DJ le plus populaire d'Asie,,. Il a travaillé avec des artistes et groupes tels que Fatboy Slim, Scissor Sisters, David Guetta, Afrojack et Taio Cruz. Il a été DJ résident dans plusieurs clubs à partir de 2011, comme Modium sur le label Hed Kandi. Il a également animé une émission de radio avec plus d'un million d'auditeurs mensuels, The Guestlist ou Guest List Radio,, et a fondé en mars 2018 Jupiter Labs, une agence de talents, à Singapour.

## Vie privée et décès
Sky était marié à Marvie Jean Tejada. Il est décédé à l'âge de 42 ans au centre de villégiature Hillstone Villas à Bali, en Indonésie. Son assistante, Zoia Lukiantceva, a fait une chute d'environ dix mètres depuis une terrasse et s'est cassé la jambe ; Sky a apparemment essayé de l'aider alors qu'il était ivre et a été découvert le lendemain près de la salle de bains d'une villa vide, au-dessous de laquelle ils logeaient, avec un autre ami, s'était vidé de son sang après s'être coupé le bras sur une fenêtre,,,,,,.